# Kasteel van Héricourt
Het Kasteel van Héricourt (Frans: Château d'Héricourt) is een kasteel in de Franse gemeente Héricourt (Haute-Saône). Het kasteel is een beschermd historisch monument sinds 1913.
Het kasteel werd al vermeld in de 12e eeuw en gaat vermoedelijk terug tot deze tijd. Het kasteel werd gebouwd op een kalkstenen heuvel in het noordelijk deel van de stad. Het kasteel had een oppervlakte van 3290 m² en bestond uit een weermuur van 12 meter hoog en 4 meter dik met torens op de hoeken. Rond het kasteel lag een gracht die gevoed werd met bronwater. In het kasteel was een 26 meter diepe en 2,5 meter brede waterput.
Het kasteel behoorde toe aan het huis Montfaucon tot 1397 en aan het huis Württemberg tot 1793. Tussen 1663 en 1667 woonde componist Johann Jakob Froberger op het kasteel. Hij was de muziekleraar van Sybilla van Württemberg.
Het kasteel werd grotendeels ontmanteld in de 18e eeuw. Er rest een toren met daarin op drie verdiepingen zalen met daarin telkens een schouw.